# Resolució 708 del Consell de Seguretat de les Nacions Unides
La Resolució 708 del Consell de Seguretat de les Nacions Unides, va ser aprovada per unanimitat el 28 d'agost de 1991, observant amb pesar la defunció del president de la Cort Internacional de Justícia, Taslim Olawale Elias el 14 d'agost de 1991, el Consell va decidir que en concordança a l'Estatut de la Cort les eleccions per omplir la vacant s'efectuarien el 5 de desembre de 1991 en una sessió del Consell de Seguretat i durant la XXXXVI Sessió de la Assemblea General.
Elias havia estat membre de la Cort des de 1976, havent estat el seu vicepresident entre 1979 i 1981, i el seu president entre 1981 i 1985. El seu període del càrrec anava a acabar al febrer de 1994.